# Теегин герл (газета)
Теегин герл (калм. Свет в степи) — общественно-политическая газета, выходившая в Калмыцкой автономной области в 1929 году. Газета «Теегин герл» была первой в истории калмыцкой периодической печати молодёжной газетой.

## История
Первый номер газеты «Теегин герл» вышел 4 января 1929 года. Газета была органом обкома ВЛКСМ. Первым редактором газеты был Бадма Эрдниев. Ответственным секретарём работал Аксен Сусеев. В 1929 году редакция впервые в Калмыкии созвала областное совещание корреспондентов. В 1930 году с газетой сотрудничало 263 молодых корреспондента.
Газета выходила на русском и калмыцком языках. В начале 1930 года газета выходила тиражом 1.050 экземпляров.
30 декабря 1929 года решением областного обкома ВЛКСМ газета прекратила издаваться. Вместо неё стала выходить «Улан багчуд» (Улан баhчуд).